# Haptoncus luteolus
Haptoncus luteolus är en skalbaggsart som först beskrevs av Wilhelm Ferdinand Erichson 1843.  Haptoncus luteolus ingår i släktet Haptoncus och familjen glansbaggar. Inga underarter finns listade i Catalogue of Life.